# R12 (België)
De R12 is de ringweg rond het centrum van de Belgische stad Mechelen.
De weg is uitgevoerd als regionale weg, en wordt hoofdzakelijk gebruikt door verkeer van en naar het stadscentrum en de omliggende wijken en deelgemeenten. Hij is aangelegd op de ruimte die vrijkwam toen de oude stadsvesten werden afgebroken, en wordt daarom ook de Vesten genoemd.
De maximumsnelheid is, sinds november 2018, over de gehele weg 50 km/u.
Langsheen de weg staan verscheidene verkeerslichten. Deze kruispunten zijn geen bron van overdreven hinder, maar tijdens de spits kan het kleinste incident aanleiding geven tot files langsheen de gehele ring en op de (vaak zelf drukke) zijstraten.
De ring wordt gezien als de grens van het stadscentrum. Binnen de ring geldt een zeer strikt parkeerbeleid met enkel  bovengronds kortparkeren. Buiten de ring is langparkeren toegestaan, en liggen enkele Park & Ride-parkings.

## De Nieuwe Vesten (2022-2029)
De Nieuwe Vesten is het project waarmee het Agentschap Wegen en Verkeer van de Vlaamse Overheid (de wegbeheerder) in overleg met het stadsbestuur vanaf augustus 2022 de R12 grondig herinricht. Enkel de rijrichting in tegenwijzerzin zal nog bruikbaar zijn voor doorgaand autoverkeer. De rijbaan aan de binnenkant zal enkel nog door plaatselijk verkeer, bus, fietsers en voetgangers gebruikt worden. Op termijn zal deze binnenste rijbaan dan heraangelegd worden met een dubbelrichtingsfietspad, meer groen en  verblijfsruimte.
Deze herinrichting wordt mogelijk omdat met de ingebruikname van de Tangent in april 2022, het belang van de R12 (vooral het zuidelijke deel) voor doorgaand gemotoriseerd verkeer vermindert.
Voor deze keuze werden in de loop van 2021 drie scenario's bestudeerd:
- Referentiescenario: inrichting anno 2021
- Scenario 1: eenrichtingsverkeer
- Scenario 2: hybride (eenrichtingsverkeer behalve op de noordelijke vesten)
- Scenario 3: stadsboulevard (dubbelrichtingsverkeer maar met minder autogericht wegprofiel)

Andere scenario's werden niet bestudeerd. Ze werden beoordeeld met drie criteria: ruimtelijke kwaliteit, verkeerssysteem en verkeersleefbaarheid. In de projectstuurgroep (het besluitvormingsorgaan met de verschillende overheden) werd scenario 1 als voorkeurscenario gekozen door een goede score op ruimtelijke kwaliteit en verkeersleefbaarheid. De slechte score op het gebruik van het onderliggend wegennet, omdat heel wat autoverkeer zijn weg in wijzerzin doorheen de noordelijke wijken en het centrum van Mechelen zou zoeken, wordt weggewerkt door een combinatie van flankerende maatregelen:
- Het verkeer op de Vesten tussen de Antwerpsepoort en de Liersesteenweg wordt alsnog in twee richtingen toegelaten, om een ontsluiting voor de noordelijke wijken nog via deze weg te behouden
- In de wijk Nekkerspoel worden langsheen de spoorweg knips voorzien om te vermijden dat verkeer door deze straten een sluiproute zoekt
- Ook in het stadscentrum worden circulatiemaatregelen genomen om sluiproutes te vermijden (zoals eenrichtingsverkeer op de as Keizerstraat-Veemarkt).

De invoering wordt als volgt voorzien:
- 4 juli 2022: opening Tangent
- Augustus-december 2022: invoering eenrichtingsverkeer en vernieuwing Vesten met tijdelijke maatregelen
- 2023-2024: definitieve vernieuwing Antwerpsepoort (kruispunt N16/N1 naar Battelsesteenweg toe) en van Brusselpoort tot Ragheno (Van Benedenlaan-Schuttersvest-Speecqvest)
- 2024-2026: studie definitieve vernieuwing overige vesten
- 2027-2029: vernieuwing overige vesten: Zwartzustersvest, Tinnellaan, Koningin Astridlaan, Olivetenvest en Zandpoortvest

## Segmenten
Vanaf de noordwestelijke hoek is dit het vervolg van de weg in wijzerszin:
| Wegsegment | Naam/Locatie                                   | Aansluitende straten                             | Informatie                                                          |
| ---------- | ---------------------------------------------- | ------------------------------------------------ | ------------------------------------------------------------------- |
| kruispunt  | op de Van Kesbeeckbrug                         | Oscar Van Kesbeeckstraat (N1) en N16             |                                                                     |
| R12        | Guido Gezellelaan                              |                                                  |                                                                     |
| kruispunt  | naast de Katelijnepoortbrug                    | Sint-Katelijnestraat en Maurits Sabbestraat      |                                                                     |
| R12        | Edgard Tinellaan                               |                                                  |                                                                     |
| kruispunt  | naast de Koepoortbrug/Liersepoortbrug          | Frederik de Merodestraat en Liersesteenweg (N14) |                                                                     |
| R12        | Zwartzustersvest                               |                                                  |                                                                     |
| kruispunt  | aan het Hoogstratenplein en de Nekkerspoelbrug | Nekkerspoelstraat (N15a) en N15                  |                                                                     |
| R12        | Zandpoortvest                                  |                                                  | over de Dijle met de Roostenbergbrug                                |
| kruispunt  | Raghenoplein                                   | Hanswijkstraat en Leuvensesteenweg (N26)         |                                                                     |
| R12        | Hendrik Speecqvest                             |                                                  | in 2016-2017 volledig heraangelegd met ondergrondse parking "Bruul" |
| kruispunt  | Kardinaal Mercierplein                         | Hendrik Consciencestraat (N1) en Colomastraat    |                                                                     |
| R12        | Schuttersvest                                  |                                                  | in wijzerszin waren er tot 2020 drie rijstroken                     |
| R12        | Van Benedenlaan                                |                                                  |                                                                     |
| kruispunt  | Brusselpoort                                   | Hoogstraat; Brusselsepoortstraat                 |                                                                     |
| R12        | Koningin Astridlaan                            |                                                  | met ventwegen                                                       |
| kruispunt  | Adegempoort                                    | Adegemstraat en Battelsesteenweg (N16a)          |                                                                     |
| R12        | Olivetenvest                                   |                                                  | met ventwegen; over de Dijle met de Winketbrug                      |
| R12        | Guido Gezellelaan                              |                                                  | met ventwegen                                                       |

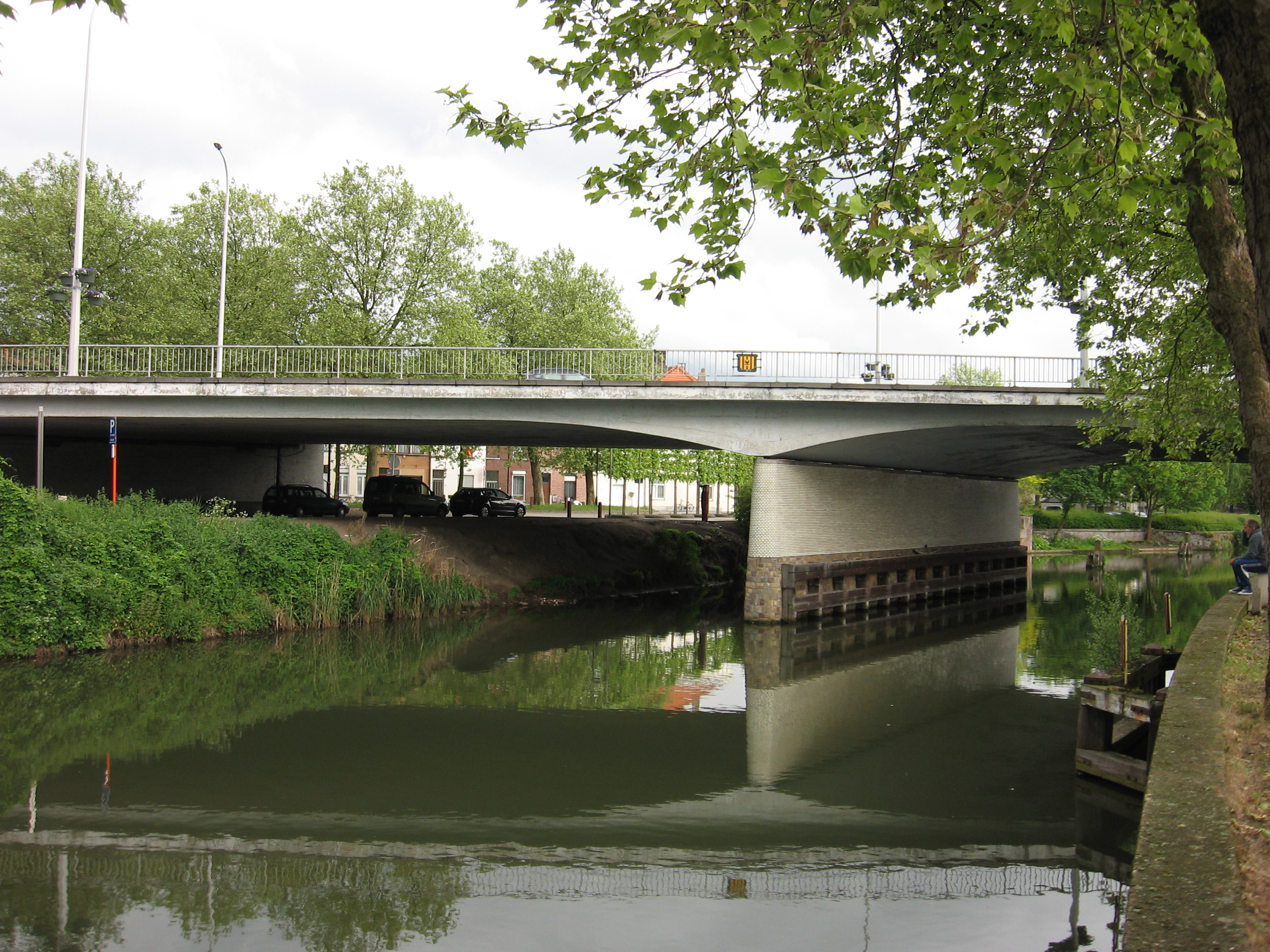
Winketbrug over de Dijle (westring)
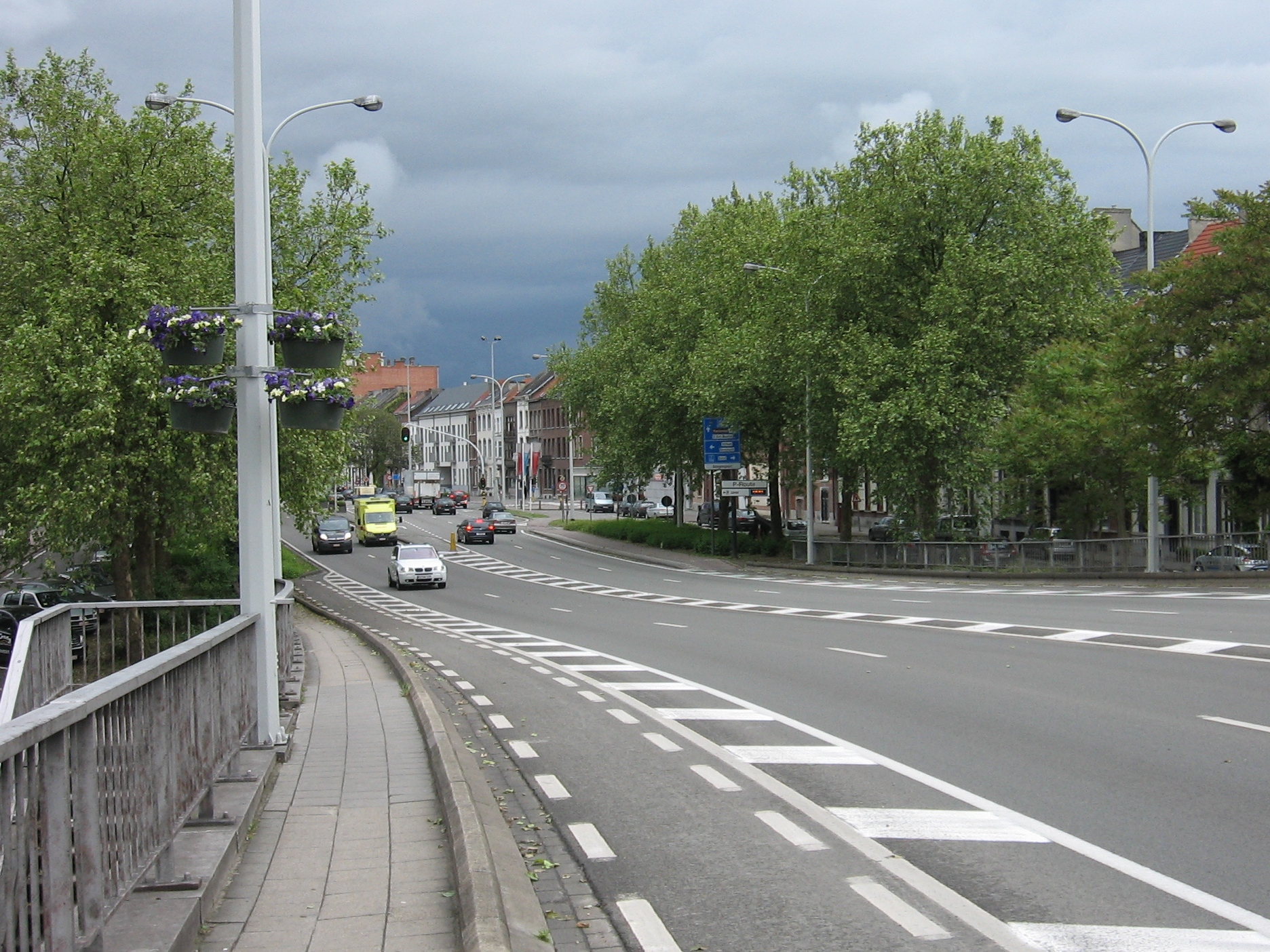